# Langeland
Langeland ([ˈlɑŋəˌlænˀ] tierra larga) es una isla de Dinamarca localizada entre el Gran Cinturón (Storebælt) y la bahía de Kiel.
La isla ocupa una superficie de 285 km², y alberga una población que supera los 13 000 habitantes. Es considerada un gran área recreativa. Un puente conecta Langeland con Tåsinge y la isla de Fionia. Hay asimismo conexiones por ferry con Lolland, Ærø y Strynø.
Administrativamente, Langeland es uno de los 98 municipios daneses desde el 1 de enero de 2007. Anteriormente, la isla se dividía en 3 municipios: Rudkøbing, Sydlangeland y Tranekær. El municipio de Langeland incluye también las pequeñas islas de Strynø y Siø. La capital administrativa es también la localidad más poblada, Rudkøbing.

## Localidades
| Localidades más pobladas de Langeland |            |                  |
| N.º                                   | Localidad  | Población (2012) |
| 1                                     | Rudkøbing  | 4.646            |
| 2                                     | Tullebølle | 781              |
| 3                                     | Humble     | 631              |
| 4                                     | Bagenkop   | 519              |
| 5                                     | Lohals     | 487              |
| 6                                     | Snøde      | 329              |
| 7                                     | Lindelse   | 321              |
| 8                                     | Spodsbjerg | 210              |